# Hylomyscus aeta
Hylomyscus aeta är en däggdjursart som först beskrevs av Thomas 1911.  Hylomyscus aeta ingår i släktet Hylomyscus och familjen råttdjur. IUCN kategoriserar arten globalt som livskraftig. Inga underarter finns listade i Catalogue of Life.
Denna gnagare förekommer i centrala Afrika från Kamerun och Kongo-Brazzaville till Uganda och Rwanda. Den hittas även på Bioko. Förekomsten i södra Kongo-Kinshasa är inte bekräftad. Arten lever främst i låglandet och i låga bergstrakter upp till 1200 meter över havet. I Burundi når Hylomyscus aeta 2100 meter över havet. Habitatet utgörs av skogar och av regioner med träd och buskar. Individerna går främst på marken men kan klättra i växtligheten.
Arten blir 7,8 till 11,4 cm lång (huvud och bål), har en 11,8 till 16,1 cm lång svans och väger 14 till 39 g. Bakfötterna är cirka 2,0 cm långa och öronen är ungefär 1,7 cm stora. Vuxna exemplar har på ovansidan en kanelbrun päls och ungarnas päls är svart till gråbrun. Håren på undersidan är mörka vid roten men bara de vita spetsarna är synliga. Gränsen mellan dessa två färger utgörs av en ljusbrun kant. Den långa svansen har bara vid spetsen några korta hår. Honor har ett par spenar vid bröstet och två par vid ljumsken.
Hylomyscus aeta äter frukter, andra växtdelar och insekter. Honor föder två eller tre ungar per kull.